# 2016年朱巴军事冲突
2016年朱巴军事冲突指苏丹人民解放军分别效忠于总统萨尔瓦·基尔·马亚尔迪特和副总统里克·马查尔的敌对派系之间的一系列冲突。

## 背景
2015年8月，双方曾签署停火协议，尝试结束南苏丹内战。后来里克·马查尔于2016年4月出任副总统。

## 过程
7月7日，亲基尔派士兵截停车辆，搜查是否有马查尔支持者，之后支持马查尔的士兵开火袭击一处政府检查站。事件导致五名政府军士兵死亡，两名未认定所属派系的士兵受伤。
8日，总统基尔和副总统马查尔进行和平谈判的政府大楼附近爆发战斗。最初参与的势力是基尔和马查尔的保镖。军营附近也发生冲突。一处联合国基地外面发生枪击事件，据报一人死亡。冲突过后，重兵驻守朱巴。当日的战斗造成35名反对派士兵和80名政府军士兵死亡。
10日，相对平静的一天过后，朱巴再次爆发战斗。战斗主要集中在叛军基地所在地杰贝尔和古德乐附近。机场附近传出爆炸声和枪声。一名联合国维和人员身亡，两人负重伤。政府军轰炸了杰贝尔的叛军营地。战斗在雷爆开始时结束。包括33名平民在内的272人在当日的战斗中遇害。
11日，朱巴继续打仗。古德尔和杰贝尔仍然是暴力事件的热点。爆炸袭击中了机场、使馆区和联合国基地所在地唐普宁。在闹市区可听见迫击炮声。联合国证实7月10日有两名中国维和人员被打死，另有8名受伤。8人在联合国难民营被打死，59人在炮火中受伤。虽然宣布停火，但枪声的报告仍然持续。

## 各方反应
基尔和马查尔均谴责冲突。
 联合国：联合国秘书长潘基文表示：“我对目前在朱巴发生激烈战斗感到震惊和惊骇。我强烈呼吁基尔总统和第一副总统里克·马查尔在他们的权力范围内尽一切能力立即缓和敌对行动，下令他们各自的军队脱离接触，撤回到他们的基地。这种毫无意义的暴力行为是不可接受的，有可能会扭转目前在和平进程中取得的进展......”联合国安理会在针对危机的紧急会议后，发出声明呼吁立刻停止战斗、基尔和马沙尔尽最大努力管控他们各自的军队。联合国驻南苏丹特派团已经在其营地增派巡逻人手。
 苏丹：苏丹总统奥马尔·巴希尔在电话中敦促基尔和马查尔自我控制。
 美国：谴责暴力事件，呼吁各方立即制止他们的军队继续战斗，撤回他们的营地，防止出现更多的暴力行为和流血事件。
 中國：外交部陆慷在例行记者会上谴责了袭击事件，并向牺牲人员表示深切哀悼，对受伤人员和伤亡人员家属表示诚挚慰问。他要求南苏丹政府彻查此起事件，严惩肇事者。